# Mesostalita nocturna
Mesostalita nocturna är en spindelart som först beskrevs av Roewer 1931.  Mesostalita nocturna ingår i släktet Mesostalita och familjen ringögonspindlar. Inga underarter finns listade i Catalogue of Life.